# Wake of the Flood
| Recensione               | Giudizio |
| ------------------------ | -------- |
| AllMusic                 | [ 1 ]    |
| Christgau's Record Guide | B–       |
| Rolling Stone            | (ND)     |
| Piero Scaruffi           | [ 4 ]    |

Wake of the Flood è il sesto album in studio del gruppo musicale rock statunitense Grateful Dead, pubblicato nel 1973.

## Tracce
Tutti i brani sono stati scritti da Jerry Garcia e Robert Hunter, tranne dove indicato.
1. Mississippi Half-Step Uptown Toodeloo – 5:45
2. Let Me Sing Your Blues Away (Keith Godchaux, Hunter) – 3:17
3. Row Jimmy – 7:14
4. Stella Blue – 6:26
5. Here Comes Sunshine – 4:40
6. Eyes of the World – 5:19
7. Weather Report Suite – 12:53

- Prelude (Bob Weir)
- Part I (Eric Andersen, Weir)
- Part II (Let It Grow) (John Perry Barlow, Weir)

## Formazione
- Jerry Garcia - chitarra, pedal steel guitar, voce
- Bill Kreutzmann - batteria
- Phil Lesh - basso
- Donna Jean Godchaux - voce
- Keith Godchaux - tastiere, voce
- Bob Weir - chitarra, voce